# Флодин, Карл
Карл Теодор Флодин (швед. Karl Theodor Flodin; 10 июля 1858, Ваза, Великое княжество Финляндское — 29 ноября 1925, Хельсинки, Финляндия) — финский композитор и музыкальный критик.
Учился в Лейпциге (1890—1892).
Автор преимущественно фортепианных пьес в духе Шумана и Грига, а также песен, написанных для своей жены Адольфины Леандер-Флодин, вместе с которой он выступал и как аккомпаниатор (романс Сибелиуса «Первый поцелуй» на стихи Рунеберга в исполнении четы Флодинов — одна из первых записей музыки знаменитого финского композитора, осуществлённая в 1904 году). Флодин был исключительно влиятелен как критик и вошёл в историю музыки, главным образом, своей энергичной поддержкой раннего творчества Яна Сибелиуса, которая, начиная с поэмы «Лемминкяйнен» (1894), перестала быть безоговорочной и сменилась противоречивыми, подчас полемически заострёнными оценками. Флодин выступал и как популяризатор финской музыки в Европе (им, в частности, была написана брошюра для слушателей «Музыка в Финляндии», фр. La Musique en Finlande, приуроченная к европейским гастролям Хельсинкского филармонического оркестра, кульминацией которых стало его выступление на Всемирной выставке в Париже в 1900 году).
В 1901—1905 годах — одна из центральных фигур журнала «Эвтерпа» — значительного органа финского культурного возрождения.
В 1917—1921 годах Флодины жили и работали в Буэнос-Айресе.
Статьи Флодина о финских композиторах (помимо Сибелиуса, их герои — Мартин Вегелиус, Оскар Мериканто, Армас Ярнефельт, Роберт Каянус) и крупнейших музыкантах Европы составили книгу «Финские музыканты и другие очерки о музыке» (швед. Finska musiker och andra uppsatser i musik; 1900).